# Програма «Пілот»
«Пілот» — американська програма протисупутникової оборони з однойменною ракетою-носієм, розробленою Військово-морською базою випробувань боєприпасів (англ. United States Naval Ordnance Test Station, NOTS). Інші назви ракети: офіційна NOTS-EV-1 Pilot, неофіційна NOTSNIK — утворена поєднанням слів «NOTS» і «супутник». Здійснено 10 запусків в липні й серпні 1958 року, усі невдалі.
Існувало два варіанти ракети-носія:
- «Пілот-1», з діючим першим ступенем і ваговими макетами інших, використовувалася для наземних випробувань на повітряній базі випробувань зброї військово-морського флоту США Чіна-Лейк (англ. Naval Air Weapons Station China Lake);
- «Пілот-2», запускалась у повітрі з літака Douglas F4D Skyray, який злітав з повітряної бази військово-морського флоту США Поінт-Мугу (англ. Naval Air Station Point Mugu) і запускав ракети в зоні викиду над протокою Санта-Барбара (англ. Santa Barbara Channel Drop Zone).

Програму закрито в серпні 1958 року і замінено NOTS-EV-2 Caleb. Програма «Пілот» була засекреченою до 1994 року.

## Список запусків
Всі запуски здійснено 1958 року. З десяти запусків чотири були типу Пілот-1, шість типу Пілот-2.
| Дата запуску | Тип     | Вантаж  | Мета                 | Результат                                                                      |
| ------------ | ------- | ------- | -------------------- | ------------------------------------------------------------------------------ |
| 4 липня      | Пілот-1 | —       | Випробування         | Вибух після 1 секунди                                                          |
| 18 липня     | Пілот-1 | —       | Випробування         | Вибух до зльоту                                                                |
| 25 липня     | Пілот-2 | Пілот-1 | Випробування         | Втрачено радіозв'язок, можливо відбувся вихід на орбіту                        |
| 12 серпня    | Пілот-2 | Пілот-2 | Випробування         | Вибух при вмиканні двигунів                                                    |
| 16 серпня    | Пілот-1 | —       | Випробування         | Конструкційна відмова після 3,2 с                                              |
| 17 серпня    | Пілот-1 | —       | Випробування         | Конструкційна відмова після 3 с                                                |
| 22 серпня    | Пілот-2 | Пілот-3 | Випробування         | Втрачено радіозв'язок, можливо відбувся вихід на орбіту                        |
| 25 серпня    | Пілот-2 | Пілот-4 | Дослідження радіації | Вибух після 0,75 с                                                             |
| 26 серпня    | Пілот-2 | Пілот-5 | Дослідження радіації | Не ввімкнувся перший ступінь, ракета-носій впала в Тихий океан                 |
| 28 серпня    | Пілот-2 | Пілот-6 | Дослідження радіації | Не ввімкнувся один з двигунів першого ступеня внаслідок конструкційної відмови |